# Santa Bárbara do Tugúrio
Santa Bárbara do Tugúrio là một đô thị thuộc bang Minas Gerais, Brasil. Đô thị này có diện tích 159,907 km², dân số năm 2007 là 4504 người, mật độ 28,1 người/km².